# Phylliocephala
Phylliocephala är ett släkte av skalbaggar. Phylliocephala ingår i familjen Dynastidae.
Kladogram enligt Catalogue of Life:
| Phylliocephala | \| \| Phylliocephala interioris \| \| \| \| \| \| Phylliocephala nigrohirta \| \| \| \| |
|                | \| \| Phylliocephala interioris \| \| \| \| \| \| Phylliocephala nigrohirta \| \| \| \| |
|                | Phylliocephala interioris                                                               |
|                |                                                                                         |
|                | Phylliocephala nigrohirta                                                               |
|                |                                                                                         |